# Матеус Франса
Матеус Франса (порт. Matheus França, нар. 1 квітня 2004, Ріо-де-Жанейро) — бразильський футболіст, півзахисник англійського клубу «Крістал Пелес» та юнацької збірної Бразилії. Виступав також за клуб «Фламенго».
Володар Кубка Бразилії та Кубка Англії з футболу. Володар Кубка Лібертадорес.

## Клубна кар'єра
Матеус Франса народився 2004 року в Ріо-де-Жанейро, та є вихованцем футбольної школи місцевого клубу «Фламенго». У 2021 році Франса ррозпочав грати в основній команді клубу, в якій виступав до 2023 року. У складі «Фламенго» футболіст у 2022 році став володарем Кубка Лібертадорес та Кубка Бразилії.
З 2023 року Матеус Франса грає у складі англійського клубу «Крістал Пелес». У складі команди бразильський півзахисник у сезоні 2024—2025 років став володарем Кубка Англії з футболу.

## Виступи за збірну
У 2019 році Матеус Франса зіграв 5 матчів у складі юнацької збірної Бразилії.

## Титули і досягнення
- Володар Кубка Лібертадорес (1):

«Фламенго»: 2022
- Володар Кубка Бразилії (1):

«Фламенго»: 2022
- Володар Кубка Англії з футболу (1):

«Крістал Пелес»: 2024–2025
- Володар Суперкубка Англії (1):

«Крістал Пелес»: 2025